# Autobahnkreuz Köln-Süd
Das Autobahnkreuz Köln-Süd (Abkürzung: AK Köln-Süd; Kurzform: Kreuz Köln-Süd) ist ein Autobahnkreuz des Kölner Autobahnrings. Hier kreuzen sich die A4 (Bundesgrenze Aachen – Eisenach – Bundesgrenze Görlitz) und die A555 (Köln – Bonn).

## Geographie
Das Autobahnkreuz befindet sich auf dem Gebiet der Stadt Köln. Die nächstgelegenen Stadtteile sind Hahnwald, Immendorf, Rodenkirchen, Marienburg, Rondorf und Raderthal. Es befindet sich etwa 20 km nördlich von Bonn und etwa 6 km südlich der Kölner Innenstadt.
Das Kreuz trägt auf der A 4 die Nummer 12, auf der A 555 die Nummer 2.

## Ausbauzustand
Die A 4 ist in diesem Bereich sechsspurig ausgebaut. Die A 555 ist im Kreuz selbst auf 2 Fahrstreifen befahrbar; sie ist aber vor und hinter dem Kreuz (dort durchgängig bis Bonn) jeweils sechsspurig ausgebaut. Alle Überleitungen sind einstreifig.
Auch das Autobahnkreuz Köln-Süd soll in Zukunft größer umgebaut werden (Details sind hierzu noch nicht bekannt). Als erste Maßnahme wurde zur Entflechtung der Verkehrsströme ein zusätzliches (Behelfs-)Brückenbauwerk errichtet (fertiggestellt im April 2017), um die täglich zu beobachtenden Rückstaus auf die A4 (durch den Abbiegeverkehr von der A4 aus Osten kommend Richtung A 555 nach Süden Richtung Bonn) und die A 555 (durch den Abbiegeverkehr von der A 555 aus Süden kommend Richtung A 4 nach Westen Richtung Aachen) zu vermeiden oder wenigstens zu reduzieren.

## Besonderheiten
Die A 555 existiert in diesem Bereich bereits seit 1932 und ist damit die älteste vierstreifige, kreuzungsfreie Kraftfahrstraße in Deutschland.
Die beiden Richtungsfahrbahnen der A 555 werden hier getrennt und über verschiedene Brückenbauwerke über die A 4 geführt.

## Verkehrsaufkommen
Das Kreuz ist einer der meistbefahrenen Straßenknotenpunkte in Nordrhein-Westfalen.
| Von                                     | Nach                         | Durchschnittliche tägliche Verkehrsstärke | Durchschnittliche tägliche Verkehrsstärke | Durchschnittliche tägliche Verkehrsstärke | Anteil Schwerlastverkehr | Anteil Schwerlastverkehr | Anteil Schwerlastverkehr |
| Von                                     | Nach                         | 2005                                      | 2010                                      | 2015                                      | 2005                     | 2010                     | 2015                     |
| --------------------------------------- | ---------------------------- | ----------------------------------------- | ----------------------------------------- | ----------------------------------------- | ------------------------ | ------------------------ | ------------------------ |
| AS Containerbahnhof Köln-Eifeltor (A 4) | AK Köln-Süd                  | 108.300                                   | 106.500                                   | 125.400                                   | 10,9 %                   | 11,0 %                   | 14,8 %                   |
| AK Köln-Süd                             | AS Köln-Poll (A 4)           | 117.700                                   | 120.500                                   | 134.200                                   | 11,5 %                   | 10,6 %                   | 13,9 %                   |
| AS Köln-Bayenthal (A 555)               | AK Köln-Süd                  | 052.600                                   | 050.300                                   | 057.200                                   | 03,7 %                   | 04,3 %                   | 04,4 %                   |
| AK Köln-Süd                             | AS Köln-Rodenkirchen (A 555) | 082.700                                   | 087.500                                   | 095.900                                   | 06,9 %                   | 07,1 %                   | 06,6 %                   |